# 中国2010年上海世界博览会卢森堡馆
中国2010年上海世界博览会卢森堡馆是2010年上海世博会上代表卢森堡大公国的展馆，位于世博园区C片区，设计师为弗朗科斯·瓦伦蒂尼（Francois Valentiny）。卢森堡馆的主题是“亦小亦美”，外观则展现出了袖珍的森林和堡垒。展馆于2009年2月13日开工建设。其国家馆日为2010年10月10日。

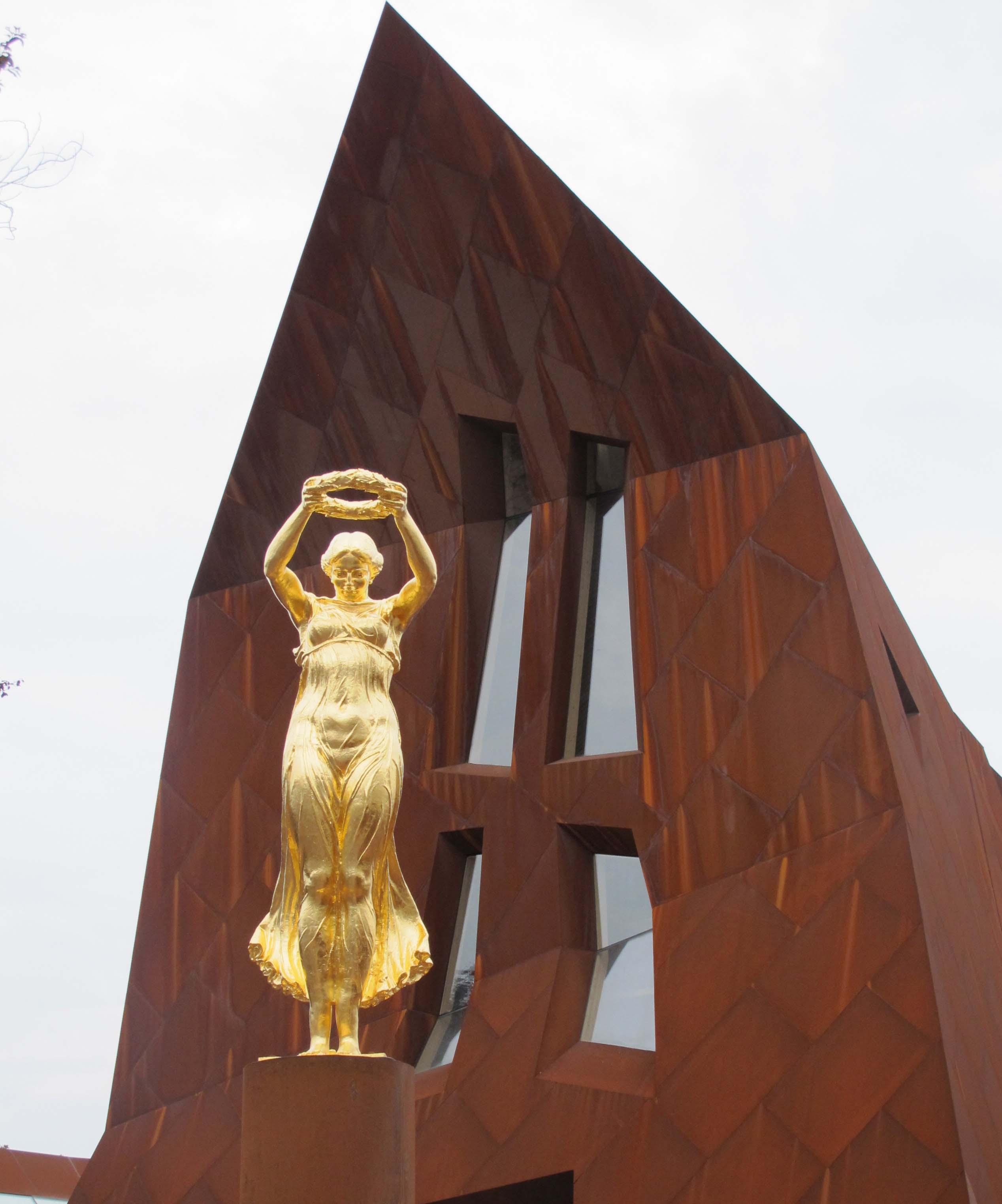
卢森堡馆中的金色女子像

展馆的主要材料为钢、木头和玻璃，其中外表面由耐候钢构成，因而无需保护漆。而在展馆周围则会有葡萄园，以体现卢森堡产葡萄酒的特色。展馆还将会着重介绍卢森堡的小城申根，以纪念申根协议签订25周年。
另外，卢森堡馆中还展出了原先屹立在卢森堡市宪法广场上的金色女子像（Gëlle Fra）。